# Traiba
Traiba (franska: Traiba (CR), Traiba (Commune Rurale), arabiska: تيناست) är en kommun i Marocko.   Den ligger i provinsen Taza och regionen Fès-Meknès, i den nordöstra delen av landet, 260 km öster om huvudstaden Rabat. Antalet invånare är 8 073.